# Новобудська сільська рада
Новобудська сільська рада (Ново-Будянська сільська рада) — колишня адміністративно-територіальна одиниця та орган місцевого самоврядування у Потіївському і Радомишльському районах Малинської, Коростенської і Волинської округ, Київської й Житомирської областей Української РСР та України з адміністративним центром у с. Нова Буда.

## Населені пункти
Сільській раді підпорядковувались населені пункти:
- с. Нова Буда
- с. Буглаки
- с. Будилівка
- с. Новосілка

## Населення
Відповідно до результатів перепису населення СРСР, кількість населення ради, станом на 12 січня 1989 року, становила 655 осіб.
Станом на 5 грудня 2001 року, відповідно до перепису населення України, кількість мешканців сільської ради становила 469 осіб.

## Склад ради
Рада складалася з 12 депутатів та голови.

### Керівний склад сільської ради
| ПІБ                             | Основні відомості                                                               | Дата обрання | Дата звільнення |
| ------------------------------- | ------------------------------------------------------------------------------- | ------------ | --------------- |
| Писаренко Анатолій Валентинович | Сільський голова, 1961 року народження, освіта, безпартійний                    | 26.03.2006   | 31.10.2010      |
| Писаренко Анатолій Валентинович | Сільський голова, 1961 року народження, освіта середня спеціальна, безпартійний | 31.10.2010   |                 |

Примітка: таблиця складена за даними джерела

## Історія
Створена 1923 року в с. Нова Буда Облітківської волості Радомисльського повіту Київської губернії. Станом на вересень 1924 року на обліку значилися хутір Новосілка та колонії Велика Марильчина, Липовець і Мала Марильчина (згодом — Марильчина). 10 вересня 1924 року підпорядковано села Новосілка, Стара Буда та кол. Клен ліквідованої Новосілківської сільської ради Потіївського району, 28 листопада 1924 року — с. Городище ліквідованої Неражської сільської ради. 27 жовтня 1926 року села Городище, Стара Буда та колонії Клен і Липовець передані до складу відновленої Старобудської сільської ради Потіївського району, 1 травня 1928 року у с. Новосілка відновлено окрему сільську раду. На 1 жовтня 1941 року хутори Марильчина і Новосілка не перебували на обліку населених пунктів.
Станом на 1 вересня 1946 року сільська рада входила до складу Потіївського району Житомирської області, на обліку в раді перебувало с. Нова Буда.
11 серпня 1954 року, відповідно до указу Президії Верховної ради Української РСР «Про укрупнення сільських рад по Житомирській області», до складу ради включено села Буглаки, Будилівка і Новосілка ліквідованих Будилівської та Новосілківської сільських рад Потіївського району. 5 березня 1960 року, відповідно до рішення Житомирського облвиконкому № 218 «Про зміни в адміністративно-територіальному поділі сільських рад Радомишльського і Володарсько-Волинського р-н.», сільську раду ліквідовано, села Буглаки і Будилівка передані до складу Іванівської сільської ради, села Нова Буда та Новосілка — до складу Облітківської сільської ради Потіївського району. Відновлена 27 липня 1965 року, відповідно до рішення Житомирського облвиконкому № 444, шляхом перенесення адміністративного центру Облітківської сільської ради Радомишльського району до с. Нова Буда з перейменуванням її на Новобудську та підпорядкуванням сіл Буглаки, Будилівка, Вівче, Нова Буда, Новосілка, Облітки та Стара Гребля.
На 1 січня 1972 року сільська рада входила до складу Радомишльського району Житомирської області, на обліку в раді перебували села Буглаки, Будилівка, Вівче, Нова Буда, Новосілка, Облітки та Стара Гребля.
19 березня 1973 року, відповідно до рішення Житомирського ОВК № 116 «Про зміни в адміністративно-територіальному поділі Житомирського, Новоград-Волинського і Радомишльського районів», села Вівче, Облітки та Стара Гребля підпорядковані відновленій Облітківській сільській раді Радомишльського району.
Виключена з облікових даних 24 листопада 2015 року у зв'язку із об'єднанням до складу новоствореної Потіївської сільської територіальної громади Радомишльського району Житомирської області.
Входила до складу Потіївського (7.03.1923 р.) та Радомишльського (21.01.1959 р., 27.07.1965 р.) районів.